# الأرشيدوق يوزف فرديناند
الأرشيدوق جوزيف فرديناند ،ولد 24 مايو 1872 -توفي 28 أغسطس 1942، كان أرشيدوقًا نمساويًا مجريًا، وقائدًا عسكريًا من عام 1916 ، جنرال أوبرست، ومن أوائل المدافعين عن القوة الجوية. تقاعد لاحقًا ليعيش كمواطن عادي في النمسا ، وسُجن لفترة وجيزة في داخاو خلال الحقبة النازية.

## وقت مبكر من الحياة
ولد جوزيف فرديناند في سالزبورغ لفرديناند الرابع، دوق توسكانا الأكبر ، آخر دوق توسكانا الأكبر، وزوجته أليس بوربون بارما  . باعتباره الطفل الرابع والابن الثاني، تولى عباءة الوريث بعد أن تخلى شقيقه الأكبر عن المطالبة بعد فضائح عديدة. بينما احتفظ والده بلقب دوق توسكانا الأكبر بعد إلغاء الدوقية الكبرى في عام 1860، فقد تنازل عنها لصالح الإمبراطور النمساوي في عام 1870  لم يحصل جوزيف فرديناند على لقب الدوق الأكبر بنفسه.

## الحرب العالمية الأولى
في أغسطس 1914، تولى قيادة الفيلق الرابع عشر، خلفًا للجنرال دير كافاليري فيكتور دانكل فون كراسنيك ، الذي تولى قيادة الجيش الأول . كان فيلقه جزءًا من الجيش الثالث للجنرال رودولف فون برودرمان . في أوائل سبتمبر 1914، دمرت المعارك المدمرة في زلوتا وجنيلا ليبا الجيش الثالث عمليًا، كما تم القضاء على الجيش الرابع بقيادة الجنرال موريتز فون أوفينبيرج بعد معركة راوا . تم اختيار الأرشيدوق ليحل محل أوفينبيرج في الأول من أكتوبر.
1. ↑   https://www.parlament.gv.at/WWER/PARL/J1848/Josef_Ferdinand.shtml. اطلع عليه بتاريخ 2022-12-10. {{استشهاد ويب}}: |url= بحاجة لعنوان (مساعدة) والوسيط |title= غير موجود أو فارغ (من ويكي بيانات) (مساعدة)
2. ↑   https://prabook.com/web/joseph.of_austria/1720953. اطلع عليه بتاريخ 2022-12-10. {{استشهاد ويب}}: |url= بحاجة لعنوان (مساعدة) والوسيط |title= غير موجود أو فارغ (من ويكي بيانات) (مساعدة)
3. ↑  Bernd Braun: Das Ende der Regionalmonarchien in Italien. Abdankungen im Zuge des Risorgimento. In: Susan Richter, Dirk Dirbach (Hrsg.): Thronverzicht. Die Abdankung in Monarchien vom Mittelalter bis in die Neuzeit. Böhlau Verlag, Köln, Weimar, Wien 2010, pp. 251-266